# Cieśnina Itacka
Cieśnina Itacka (gr. Στενό Ιθάκης, Steno Itakis) – cieśnina na Morzu Jońskim, oddzielająca wyspy Kefalinia i Itaka. Ma 3 km szerokości. Jedyną wyspą w cieśninie jest wyspa Daskalio (często utożsamiana z wyspą Asteris z Odysei, na której zalotnicy Penelopy zastawili pułapkę na powracającego Telemacha). U północnego wejścia do cieśniny leży port Fiskardo. Przez wieki statki handlowe unikały żeglugi przez cieśninę, ponieważ była ona zajęta przez piratów. W 1823 roku przez cieśninę przeprawił się George Byron.